# Марковская (Холмогорский район)
Марковская — деревня в Холмогорском районе Архангельской области.

## География
Находится в центральной части Архангельской области на расстоянии приблизительно 28 км на запад-северо-запад по прямой от районного центра села Холмогоры на левом берегу Романовской протоки реки Северная Двина.

## История
В 1859 году здесь (тогда деревня Архангельского уезда Архангельской губернии) было учтено 13 дворов, в 1905 — 32. До 2022 года входила в Кехотское сельское поселение как его административный центр до упразднения поселения.

## Население
Численность населения: 117 человек (1859 год), 186 (1905), 299 (русские 99 %) в 2002 году, 290 в 2010.